# 언 애듀케이션
언 애듀케이션(영어: An Education)은 영국의 저널리스트 린 바버의 회고록을 기반으로 하여 만들어진, 2009년에 개봉한 성장 드라마 영화이다. 닉 혼비가 쓴 각본으로 로네 시에비가 감독을 맡았으며, 캐리 멀리건은 유망한 여학생인 제니 역 그리고 피터 사스가드는 그녀를 유혹하는 매력적인 사기꾼 데이비드 역을 연기한다. 이 영화는 2010년 아카데미 시상식에서 작품상과 닉 혼비의 각색상, 캐리 멀리건의 여우주연상등 총 3개 부문에 후보로 올랐다.

## 줄거리
부모의 기대에 부응하기 위해 옥스퍼드대학 진학을 목표로 공부하는 모범생 제니(캐리 멀리건). 오케스트라 연습을 마치고 돌아오던 어느 날 갑자기 비가 쏟아진다. 무거운 첼로를 옆에 둔 채 비에 흠뻑 젖은 그에게 멋진 자동차를 탄 신사 데이비드(피터 사스가드)가 다가온다. 제니는 "비싼 첼로가 불쌍하니 첼로만 차에 태워주겠다"는 데이비드의 위트에 호감을 느끼고 그의 유려한 말솜씨와 예술적 감각, 물량 공세에 점차 빠져들기 시작한다.

## 출연
- 캐리 멀리건 - 제니 멜러[5]
- 피터 사스가드 - 데이비드 골드먼[5]
- 도미닉 쿠퍼 - 대니[6]
- 로저먼드 파이크 - 헬렌
- 앨프리드 몰리나 - 잭 멜러[5]
- 카라 세이무어 - 마조리 멜러
- 엠마 톰슨 - 월터스 교장[5]
- 올리비아 윌리엄스 - 스텁스[5]
- 샐리 호킨스 - 사라 골드먼[5]
- 매슈 비어드 - 그레이엄
- 엘리 켄드릭 - 티나
- 제임스 노튼 - 학생
- 베스 로울리 - 나이트클럽 가수